# Рахат (Уйгурський район)
Раха́т (каз. Рахат) — село у складі Уйгурського району Алматинської області Казахстану. Входить до складу Киргизсайського сільського округу.
Населення — 399 осіб (2021; 211 у 2009, 314 у 1999, 246 у 1989).